# Adam Ferguson

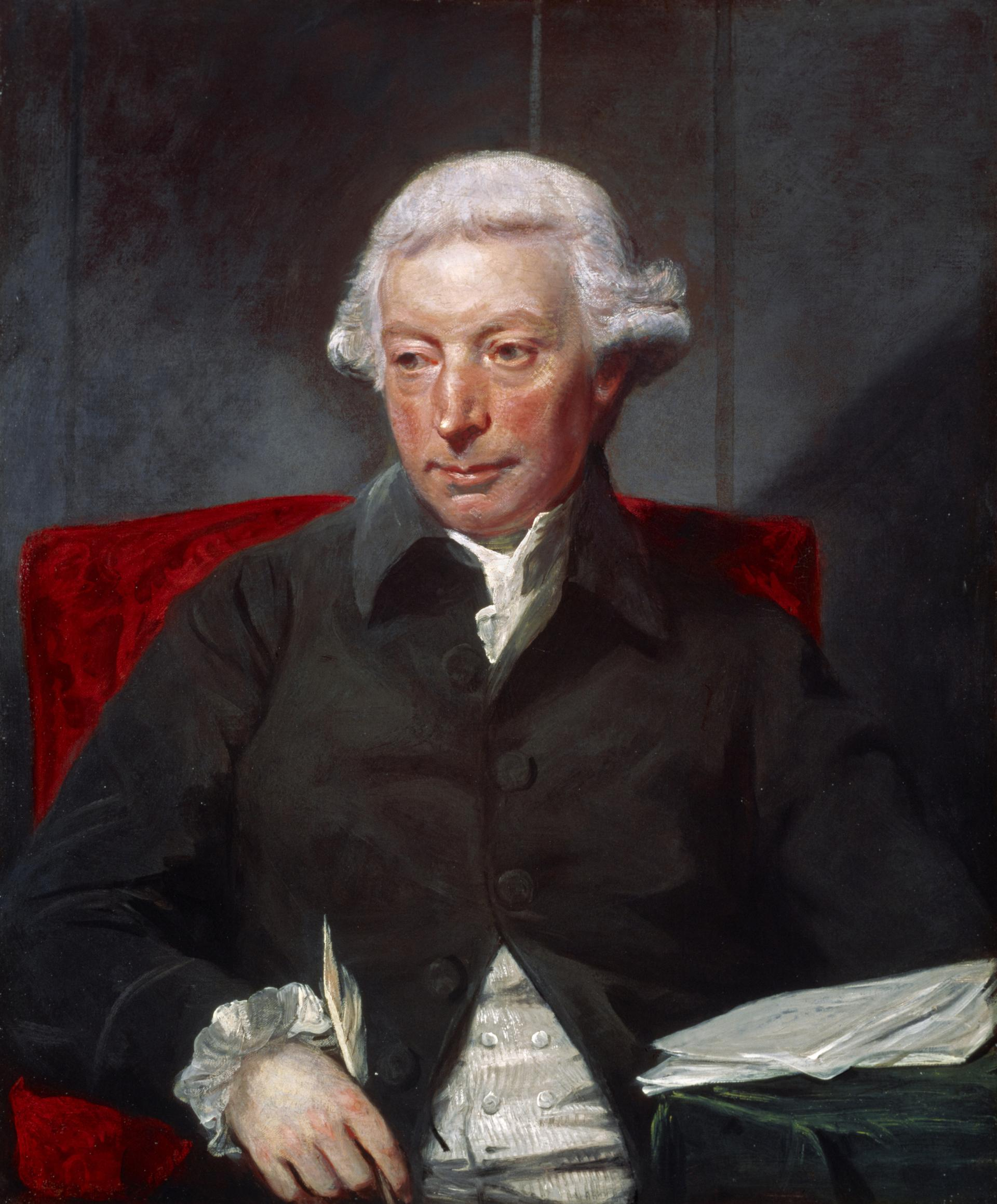
Adam Ferguson.

Adam Ferguson (20 juni 1723 - 22 februari 1816) was een Schotse filosoof en historicus uit de periode van de Schotse verlichting. Zijn voornaamste thema was de opgang en de neergang van de deugd in het individu en in de maatschappij.
In zijn belangrijkste werk "An Essay on the History of Civil Society" (1767) dat het bereiken van geluk door een individu eerder bepaald werd door het goede dat hij voor de samenleving kan doen dan door het nastreven van privé doeleinden. Deugd is onlosmakelijk verbonden met geluk. 

## Belangrijkste werken
- An Essay on the History of Civil Society (1767)
- The History of the Progress and Termination of the Roman Republic (1783)
- Principles of Moral and Political Science; being chiefly a retrospect of lectures delivered in the College of Edinburgh (1792)
- Institutes of Moral Philosophy (1769)
- Reflections Previous to the Establishment of a Militia (1756)